# Opowiadanie

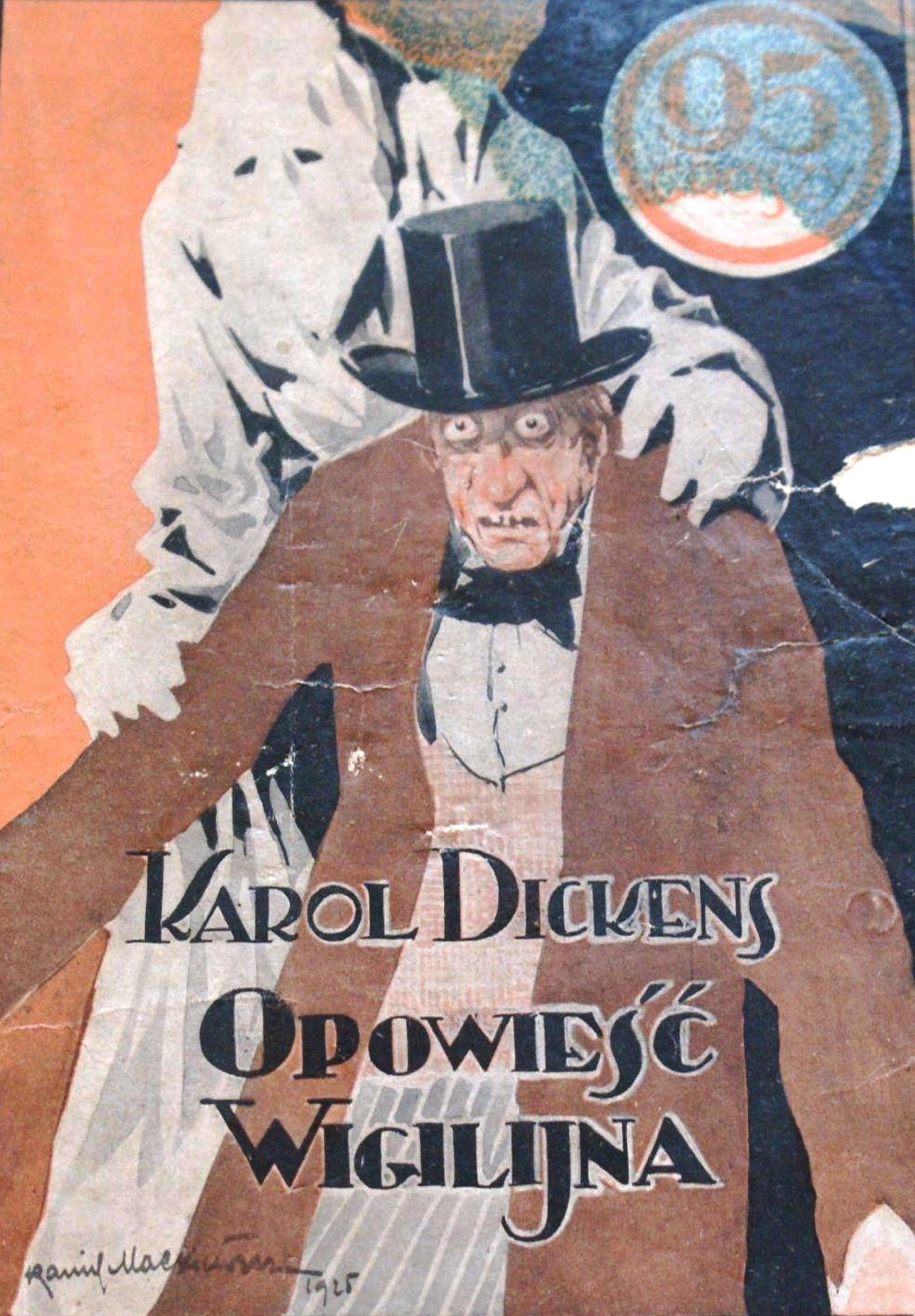
Opowiadanie

Opowiadanie – krótki utwór literacki o prostej akcji, niewielkich rozmiarach, najczęściej jednowątkowej fabule, pisany prozą (epika). Jeden z podstawowych gatunków literackich.
Należy rozróżnić, w kontekście literaturoznawczym, pojęcie opowiadania jako podstawowej formy wypowiedzi narracyjnej, opowiadanie jako pojęcie gatunku epickiego.

## Opowiadanie jako wypowiedź narracyjna
Jest to podstawowa forma wypowiedzi narracyjnej, prezentująca narastanie w czasie toku zdarzeń, opozycyjna wobec drugiej podstawowej formy tej wypowiedzi – opisu.

## Opowiadanie jako gatunek epicki

### Historia
Gatunek krótkich form literackich ma początki w tradycji przekazu słownego, a formie pisanej sięga początków literatury - starożytnej literatury bliskowschodniej (np. Baśnie tysiąca i jednej nocy; fragmenty Biblii, np. Księgę Rut) i grecko-rzymskiej (np. twórczość pisarzy takich jak Ferekydes, Herodot, Lukian, Plutarch, Tukidydes; anegdoty, podania i mity greckie). Popularny był m.in. w Jonii (położonej w Azji Mniejszej), jednak rozwinęli go i upowszechnili Grecy, którzy przejmowali wiele wątków z tradycji kultury wschodniej, ubierając je później w greckie realia. Utwory te opowiadały głównie o przygodach i przeżyciach miłosnych. Klasyczny przykład takich form z okresu starożytnej Grecji to Milesiaka Arystyda z Miletu.
W XIX wieku wzrosła popularność opowiadań, w tym jej wariantu - sformalizowanej noweli. W XX wieku opowiadania stały się o wiele popularniejsze od nowel. Znaczący okres wzrostu popularności opowiadań to okres międzywojenny.

### Charakterystyka
Opowiadanie jest krótkim, epickim utworem literackim o prostej akcji, niewielkich rozmiarach, najczęściej jednowątkowej fabule, pisany prozą. Opowiadanie ma zwykle jednowątkową fabułę, a według Teresy Cieślikowskiej, do jego charakterystycznych elementów można zaliczyć także mocno eksponowaną pozycję narratora (dominacja podmiotu opowiadającego nad przedmiotem opowieści), a także dygresyjne ujęcia subiektywnie przedstawionych zdarzeń tworzących luźny ciąg zdarzeniowy.

### Typologia opowiadań
Stanisław Sierotwiński w swoim Słowniku terminów literackich do specyficznych rodzajów opowiadań zaliczył obrazek („krótkie opowiadanie, nowelka przedstawiająca plastycznie drobny wycinek rzeczywistości”); powiastkę („krótkie opowiadanie o zdarzeniu prawdziwym lub zmyślonym, prozaiczne lub wierszowane”, przykład: Panna Guzdralska Niemcewicza; specyficznym podgatunkiem powiastki są powiastki filozoficzne) i szkic („utwór literacki, który porusza temat ogólnie i nie wyczerpuje go”). Jako rodzaj opowiadania opisał też humoreskę („krótkie, dowcipne opowiadanie”). Wyróżnił też opowiadanie unaoczniające („rodzaj opowiadania o szczególnej plastyce, bezpośredniości i dynamice, najczęściej posługujące się czasem teraźniejszym dla przedstawienia wydarzeń przeszłych”).
Janusz Sławiński i Michał Głowiński w swoim Słowniku terminów literackich jako rodzaje opowiadania wymienili następujące gatunki literackie: anegdota, apolog, conte dévot, descriptio, dyskurs, dykteryjka, exemplum, facecja, gadka, humoreska, obrazek, powiastka, récit. Powiązanym pojęciem jest także szkic nowelistyczny (nowela, nie spełniających formalnych wymogów tego gatunku).
Teresa Cieślikowska za pokrewne opowiadaniu historyczne gatunki literackie uznała pojęcia takie jak saga, bylina, gawęda i obrazek; za powiązane uznała także m.in. gatunki takie jak poemat prozą i proza poetycka. Natomiast rozróżniając współczesne (XX-wieczne) opowiadania, wymieniła następujące rodzaje: 
- ciągi nie wydarzeń, ale analiz i refleksji przerywane epizodami, gdzie narrator staje się bohaterem opowiadania; w odróżnieniu od tradycyjnej formy opowiadania, gdzie refleksja może przerywać fabułę zdarzeń, tu tok refleksji jest przerywany wydarzeniami. Np. "Ewald Tragy(inne języki)" Rainera Rilke, "Erostratus" Jeana-Paula Sartre, "Spotkania ze sobą" François Carco(inne języki);
- opowiadania powstałe z rozbicia struktury nowelistycznej dla przeprowadzenia analiz w toku fabuły. Np. "Sny Marii Dunin" Karola Irzykowskiego, "Straszny czwartek w domu pastora" Karola Ludwika Konińskiego, "Letnia nowela" Stefana Zweiga;
- długie reportaże albo zmetaforyzowane opisy przeszłości - forma, która pojawiła się podczas II wojny światowej. Np. "Piekło Treblinki" Wasilija Grossmana;
- zrytmizowane narracje poetyckie, nawiązujące do romantycznej prozy poetyckiej, m.in. poetyckie anegdoty. Np. "Heretyk i s-ka" Guilaume'a Apollinaire'a;
- narracje toku świadomości podmiotu poza kategorią czasu, w nich zwykle teraźniejszość trwa wciąż lub użyte są podobne efekty.[a]
- prezentacje refleksji oparte na powiązaniu materiału historyczno-kulturowym i różnych form i konwencji podawczych i motywacyjnych. Np. "Prokurator Judei" (Le Procurateur de Judée) Anatole’a France, "Między lampą i świtem", "Rozmowa z cieniem", "Godzina śródziemnomorska" Jana Parandowskiego, "Po tamtej stronie" (Beyond) Williama Faulknera[2]

### Opowiadanie a nowela
Pojęcia noweli i opowiadania bywają niekiedy używane jako synonimy, nawet w pracach literaturoznawczych, z powodu nieostrych granic gatunkowych (zwrócili na to uwagę m.in. Stanisław Żak i Teresa Cieślikowska). Powodem tego jest różnorodność odmian tych form, nieraz zachodzących na siebie i przez to trudnych do rozgraniczenia. Istnieją także utwory opisywanie jako "nowele przechodzące w opowiadanie" (np. "Doktor Piotr" Stefana Żeromskiego).
Opowiadanie ma wiele podobieństw do noweli; w tym podobną wielkość. Różnice między opowiadaniem a nowelą mniej dotyczą długości a bardziej, sposób konstrukcji. Opowiadanie różni się od noweli luźną, mniej zwartą konstrukcją i brakiem obowiązujących w niej rygorów strukturalnych. Opowiadania, w odróżnieniu od noweli, mogą mieć bardziej epizodyczną fabułę, częściej zawierają dygresję, opisy, refleksje; częściej jest w nich także położony nacisk na osobę narratora.
Według Stanisława Sierotwińskiego, opowiadanie od noweli odróżnia „większa rozlewność i dowolność kompozycji”. Za utwory dłuższe od opowiadania zaliczył, po kolei, opowieść i powieść.
Według niemieckiego literaturoznawcy, Karla Konrada Polheima, „nowela jest bardziej artystycznym opowiadaniem”.